# Estadi de La Rosaleda
La Rosaleda és un estadi de futbol situat a Màlaga, Andalusia. És on disputa els seus partits com a local el Málaga CF i on els disputava el seu antecessor, el CD Málaga.
Aquest estadi va ser una de les seus de la Copa del Món 1982, disputant-se en ell diversos partits de la primera fase. En l'any 2000 va començar una obra de remodelació que va acabar en 2006, i es reinaugurà al mateix any. L'aforament de l'estadi, una vegada concloses les obres, és de 28.963 espectadors.